# Parciální tlak
Parciální tlak je podíl na celkovém tlaku směsi plynů, který vyvozuje jeho jedna složka. Součet parciálních tlaků všech složek je roven celkovému tlaku směsi. Pojem má význam především v chemii, kde rychlost reakcí konkrétní složky plynové směsi závisí na jejím parciálním tlaku a nikoliv na tlaku celkovém nebo na koncentraci ve směsi. Toto pravidlo popisuje Daltonův zákon parciálních tlaků
Z fyziologického hlediska je důležitý parciální tlak kyslíku ve vdechovaném vzduchu. U hladiny moře je parciální tlak kyslíku přibližně 21 kPa. Pokud je tento tlak příliš velký, může nastat hyperoxie, při příliš malém parciálním tlaku kyslíku hrozí naopak udušení. Proto potápěči do velkých hloubek používají speciální dýchací směsi, kde je doplněním inertního plynu (obvykle helia) parciální tlak kyslíku snížen. Naopak horolezci a letci, pohybující se v prostředí s nízkým tlakem vzduchu, mohou zvýšit parciální tlak kyslíku na plíce přimícháváním čistého kyslíku do vdechovaného vzduchu. Kyslíkovými maskami bývají vybavována letadla létající ve výšce nad 4 000 m.
Výpočet parciálních tlaků probíhá přes výpočet molárních zlomků jednotlivých plynů, které se následně násobí celkovým tlakem.
Ilustrační případ pro idealizovaný vzduch:
Vzduch obsahuje 20,9 objemových procent kyslíku a 79,1 objemových procent dusíku za tlaku 101,3 kPa.
Můžeme tedy říci, že jejich objemový zlomek je 0,209 a 0,791. Parciální tlaky spočítáme tak, že vynásobíme objemový zlomek tlakem. Dosadíme a získáme, že:
P(O2) = 0,209*101,3 = 21,18kPa a P(N2) = 0,791*101,3 = 80,12 kPa